# Muzo (Boyacá)
Muzo est une municipalité située dans le département de Boyacá, en Colombie.
La région est connue notamment pour la célèbre mine d'émeraude de Muzo.

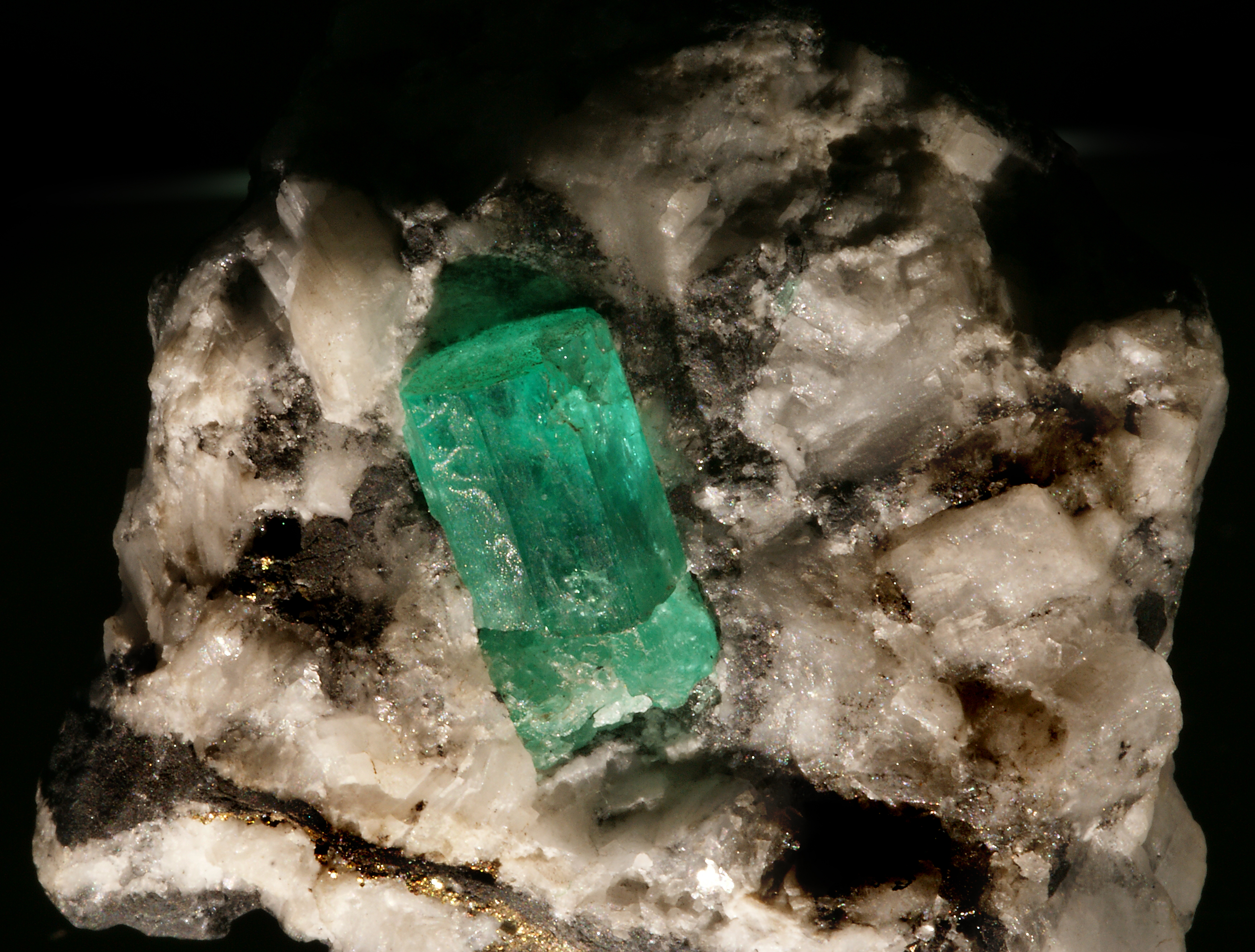
Cristal d'émeraude dans sa gangue mine de Muzo